# Bertrand Hell
 (janvier 2024).
Il peut être nécessaire de l'améliorer pour respecter le principe de neutralité de point de vue. Veuillez consulter la page de discussion pour plus de détails.

Bertrand Hell, né en 1953, est un anthropologue et ethnologue français spécialiste du chamanisme et de la possession. Il a occupé la chaire d'ethnologie de l'université de Franche-Comté de 1994 à 2014, et a enseigné à l'EHESS.

## Biographie
Après un diplôme de l'institut d'études politiques de l'université de Strasbourg en 1974, il obtient un doctorat de troisième cycle en ethnologie en 1980, puis un doctorat d'État en 1992 dans cette même université. Ses travaux portent sur l'efficacité des cultes et des rituels liés aux esprits. Il se propose de revisiter le concept d'efficacité symbolique tel qu'il avait été établi en 1949 par Claude Lévi-Strauss dans son analyse de la cure shamanistique des Cuna (Panama). Pour ce faire il a privilégié une observation ethnographique dans la durée ainsi qu'une position d'insider, dans la lignée des travaux de Zora Neale Hurston et Paul Stoller.
Par la suite, il mène des recherches au Maroc (en particulier sur les confréries populaires dont celle des Gnawa) et à Mayotte (cultes des esprits patros et trumba). Il mène aussi des enquêtes de terrain au Brésil, en Mongolie, en Haïti, et en Amérique du Nord chez les Navajo.
En 2012, il s'associe au curateur et critique d'art Jean de Loisy pour organiser au musée du Quai Branly l'exposition Les maîtres du désordre, basée sur son ouvrage Possession et chamanisme. Il en assure la direction scientifique.
En 2014, il quitte ses fonctions universitaires pour se consacrer à une recherche sur les liens entre chamanisme et taoïsme.